# Plumularia strobilophora
Plumularia strobilophora is een hydroïdpoliep uit de familie Plumulariidae. De poliep komt uit het geslacht Plumularia. Plumularia strobilophora werd in 1913 voor het eerst wetenschappelijk beschreven door Billard. 